# Leichtathletik-Europacup 1967
| 2. Leichtathletik-Europacup | 2. Leichtathletik-Europacup | 2. Leichtathletik-Europacup | 2. Leichtathletik-Europacup | 2. Leichtathletik-Europacup | 2. Leichtathletik-Europacup |
| --------------------------- | --------------------------- | --------------------------- | --------------------------- | --------------------------- | --------------------------- |
|                             |                             |                             |                             |                             |                             |
| Resultate A-Finale          |                             |                             |                             |                             |                             |
| Kiew, Zentralstadion        |                             |                             |                             |                             |                             |
| Frauen – 15. September      | Frauen – 15. September      | Frauen – 15. September      | Männer – 16./17. September  | Männer – 16./17. September  | Männer – 16./17. September  |
| Platz                       | Land                        | Punkte                      | Platz                       | Land                        | Punkte                      |
| 1                           | Sowjetunion                 | 51                          | 1                           | Sowjetunion                 | 81                          |
| 2                           | DDR                         | 43                          | 2                           | DDR                         | 80                          |
| 3                           | BR Deutschland              | 36                          | 3                           | BR Deutschland              | 79                          |
| 4                           | Polen                       | 35                          | 4                           | Polen                       | 68                          |
| 5                           | Großbritannien              | 34                          | 5                           | Frankreich                  | 57                          |
| 6                           | Ungarn                      | 32                          | 6                           | Ungarn                      | 53                          |
| ← Kassel/Stuttgart 1965     | ← Kassel/Stuttgart 1965     | ← Kassel/Stuttgart 1965     | Stockholm/Budapest 1970 →   | Stockholm/Budapest 1970 →   | Stockholm/Budapest 1970 →   |

Stadion in Kiew im Jahr 1975

Das 2. Leichtathletik-Europacup-A-Finale fand vom 15. bis 17. September 1967 im Zentralstadion von Kiew (Sowjetunion, heute Ukraine) statt.
Die Frauenwettbewerbe wurden am Freitag, 15. September, die der Männer am Samstag, 16., und Sonntag, 17. September 1967 ausgetragen. Wie beim ersten Cupfinale 1965 gab es 31 Disziplinen (20 Männer, 11 Frauen).

## Der zweite Leichtathletik-Europacup
Bei diesem zweiten Europacup traten die Frauen- und Männer-Teams an einem gemeinsamen Ort an. Die Frauenwettbewerbe wurden freitags, die der Männer an den beiden darauffolgenden Tagen ausgetragen.
Die Sowjetunion gewann erneut beide Wettbewerbe, diesmal jeweils vor der DDR. Wie schon 1965 war der Ausgang bei den Männern äußerst knapp. Die drei erstplatzierten Teams Sowjetunion, DDR und BR Deutschland waren jeweils nur durch einen einzigen Punkt voneinander getrennt. Bei den Frauen dagegen waren die Abstände eindeutig.
Star der Veranstaltung war die Polin Irena Kirszenstein. Bei ihren hier in Kiew ersten beiden Pokalfinalauftritten entschied sie beide Sprintrennen klar für sich. Insgesamt kam sie auf siebzehn Einzelauftritten in allen Europacupfinalveranstaltungen.

## Teilnehmer
Sowohl bei den Männern als auch bei den Frauen mussten die Teams sich wie schon beim Cupfinale 1965 zunächst über Vorkämpfe und Halbfinals für das Finale mit wiederum jeweils sechs Ländern qualifizieren. In den Finals für die Männer gab es auch diesmal wieder eine andere Zusammensetzung der Mannschaften im Finale als für die Frauen.
| Finalteams                                             | Finalteams                                                 |
| Männer                                                 | Frauen                                                     |
| ------------------------------------------------------ | ---------------------------------------------------------- |
| BR Deutschland DDR Frankreich Polen Sowjetunion Ungarn | BR Deutschland DDR Großbritannien Polen Sowjetunion Ungarn |

Das Team des Deutschen Leichtathletik-Verbandes (DLV) setzte sich aus 27 Athleten (13 Frauen und 24 Männer) zusammen.

## Vorrunde
Eine Vorrunde fand nur bei den Männern statt. Sie wurde am 24. und 25. Juni in Kopenhagen, Athen und Dublin ausgetragen. Nur die Gruppensieger erreichten das Halbfinale.
| Länderwertungen Vorrunde | Länderwertungen Vorrunde | Länderwertungen Vorrunde | Länderwertungen Vorrunde | Länderwertungen Vorrunde | Länderwertungen Vorrunde | Länderwertungen Vorrunde | Länderwertungen Vorrunde | Länderwertungen Vorrunde |
| ------------------------ | ------------------------ | ------------------------ | ------------------------ | ------------------------ | ------------------------ | ------------------------ | ------------------------ | ------------------------ |
| Männer                   |                          |                          |                          |                          |                          |                          |                          |                          |
| Kopenhagen               | Kopenhagen               | Kopenhagen               | Athen                    | Athen                    | Athen                    | Dublin                   | Dublin                   | Dublin                   |
| Platz                    | Land                     | Punkte                   | Platz                    | Land                     | Punkte                   | Platz                    | Land                     | Punkte                   |
| 1                        | Niederlande              | 59,0                     | 1                        | Schweiz                  | 65,0                     | 1                        | Belgien                  | 115,0                    |
| 2                        | Dänemark                 | 56,0                     | 2                        | Spanien                  | 54,0                     | 2                        | Irland                   | 098,5                    |
| 3                        | Österreich               | 53,0                     | 3                        | Griechenland             | 48,0                     | 3                        | Island                   | 086,5                    |
| 4                        | Türkei                   | 31,0                     | 4                        | Portugal                 | 33,0                     |                          |                          |                          |

## Halbfinale
Das Halbfinale der Männer fand am 22. und 23. Juli bei den Männern in Ostrava, Duisburg und Stockholm statt. Die Frauen trugen ihr Halbfinale am 16. Juli in Dresden, Wuppertal und Oslo aus. Aus jeder Gruppe qualifizierten sich zwei Mannschaften für das Finale.
| Länderwertungen Halbfinale | Länderwertungen Halbfinale | Länderwertungen Halbfinale | Länderwertungen Halbfinale | Länderwertungen Halbfinale | Länderwertungen Halbfinale | Länderwertungen Halbfinale | Länderwertungen Halbfinale | Länderwertungen Halbfinale |
| -------------------------- | -------------------------- | -------------------------- | -------------------------- | -------------------------- | -------------------------- | -------------------------- | -------------------------- | -------------------------- |
| Frauen                     |                            |                            |                            |                            |                            |                            |                            |                            |
|                            | Dresden                    | Dresden                    |                            | Wuppertal                  | Wuppertal                  |                            | Oslo                       | Oslo                       |
| Platz                      | Land                       | Punkte                     | Land                       | Punkte                     | Land                       | Punkte                     |                            |                            |
| 1                          | DDR                        | 45                         | Polen                      | 55                         | Sowjetunion                | 55                         |                            |                            |
| 2                          | Ungarn                     | 39                         | BR Deutschland             | 54                         | Vereinigtes Königreich     | 47                         |                            |                            |
| 3                          | Niederlande                | 36                         | Tschechoslowakei           | 38                         | Schweden                   | 42                         |                            |                            |
| 4                          | Bulgarien                  | 29                         | Frankreich                 | 37                         | Rumänien                   | 42                         |                            |                            |
| 5                          | Italien                    | 15                         | Jugoslawien                | 25                         | Norwegen                   | 23                         |                            |                            |
| 6                          |                            |                            | Österreich                 | 22                         | Dänemark                   | 21                         |                            |                            |
| Männer                     |                            |                            |                            |                            |                            |                            |                            |                            |
|                            | Ostrava                    | Ostrava                    |                            | Duisburg                   | Duisburg                   |                            | Stockholm                  | Stockholm                  |
| Platz                      | Land                       | Punkte                     | Land                       | Punkte                     | Land                       | Punkte                     |                            |                            |
| 1                          | Polen                      | 94                         | BR Deutschland             | 105                        | Sowjetunion                | 105                        |                            |                            |
| 2                          | Frankreich                 | 93                         | Ungarn                     | 078                        | DDR                        | 087                        |                            |                            |
| 3                          | Tschechoslowakei           | 79                         | Vereinigtes Königreich     | 077                        | Schweden                   | 069                        |                            |                            |
| 4                          | Italien                    | 71                         | Schweiz                    | 056                        | Norwegen                   | 055                        |                            |                            |
| 5                          | Rumänien                   | 51                         | Bulgarien                  | 054                        | Belgien                    | 053                        |                            |                            |
| 6                          | Niederlande                | 31                         | Jugoslawien                | 037                        | Finnland                   | 051                        |                            |                            |

 qualifiziert für das Finale

## Wertungssystem
Die Punkteverteilung war identisch mit der Wertung des ersten Europacups und orientierte sich an der langjährigen Erfahrung aus den Leichtathletikländerkämpfen mit zwei oder manchmal aus mehr Nationen und sah folgendermaßen aus:

Platz 1 – 7 Punkte / Pl. 2 – 5 Pkte. / Pl. 3 – 4 Pkte. / Pl. 4 – 3 Pkte. / Pl. 5 – 2 Pkte. / Pl. 6 – 1 Pkt.

Die Punktzahl der einzelnen Länder ergab sich aus der Addition der Punkte aus den einzelnen Disziplinen. Für Frauen und Männer war die Endgesamtwertung getrennt.

## Geschlechtstest und Kalter Krieg
Die Teilnehmerinnen der Frauenwettbewerbe mussten sich wie erstmals bei den Leichtathletik-Europameisterschaften 1966 einem Geschlechtstest unterziehen. Hier gab es ein brisantes Ergebnis: Die Polin Ewa Kłobukowska, die beim Leichtathletik-Europacup 1965 sowie bei den Europameisterschaften 1966 noch äußerst erfolgreich teilgenommen hatte, wurde diesmal ausgeschlossen. Zum ersten Mal wurde im Rahmen des Geschlechtstests ein Gentest durchgeführt, bei dem die Sprinterin als intergeschlechtlich eingestuft wurde.
Auch bei diesem Europacup war die Ost-West-Konkurrenz im Sport als Mittel des Kalten Kriegs deutlich spürbar. Die Rivalität zwischen den Systemen war groß und auch die Affäre um Ewa Kłobukowska wurde von beiden Seiten entsprechend ausgeschlachtet.

## Legende
Kurze Übersicht zur Bedeutung der Symbolik – so üblicherweise auch in sonstigen Veröffentlichungen verwendet:
| NR  | Nationaler Rekord                                                             |
| DR  | Deutscher Rekord                                                              |
| e   | egalisiert                                                                    |
| DSQ | disqualifiziert                                                               |
| x   | ungültig                                                                      |
| r   | aufgegeben (retired)                                                          |
| w   | zu starke Windunterstützung für die Aufnahme der Leistung in eine Bestenliste |

## Resultate Männer

### 100 m
| Platz | Athlet             | Land | Zeit (s) |
| ----- | ------------------ | ---- | -------- |
| 1     | Wladyslaw Sapejewa | URS  | 10,3     |
| 2     | Hartmut Wilke      | FRG  | 10,4     |
| 3     | Harald Eggers      | GDR  | 10,5     |
| 4     | Wiesław Maniak     | POL  | 10,5     |
| 5     | Claude Piquemal    | FRA  | 10,5     |
| 6     | László Mihályfi    | HUN  | 10,6     |

Datum: 16. September 1967
Wind: +1,3 m/s

### 200 m
| Platz | Athlet             | Land | Zeit (s) |
| ----- | ------------------ | ---- | -------- |
| 1     | Jean-Claude Nallet | FRA  | 20,9     |
| 2     | Jan Werner         | POL  | 20,9     |
| 3     | László Mihályfi    | HUN  | 21,1     |
| 4     | Amin Tujakow       | URS  | 21,1     |
| 5     | Gert Metz          | FRG  | 21,1     |
| 6     | Heinz Erbstößer    | GDR  | 21,3     |

Datum: 17. September 1967
Wind: NWI

### 400 m
| Platz | Athlet              | Land | Zeit (s) |
| ----- | ------------------- | ---- | -------- |
| 1     | Jean-Claude Nallet  | FRA  | 46,3     |
| 2     | Friedrich Roderfeld | FRG  | 46,4     |
| 3     | Andrzej Badeński    | POL  | 46,8     |
| 4     | Michael Zerbes      | GDR  | 47,1     |
| 5     | Boris Sawtschuk     | URS  | 47,2     |
| 6     | Imre Nemesházi      | HUN  | 48,7     |

Datum: 16. September 1967

### 800 m
| Platz | Athlet               | Land | Zeit (min) |
| ----- | -------------------- | ---- | ---------- |
| 1     | Manfred Matuschewski | GDR  | 1:46,9     |
| 2     | Franz-Josef Kemper   | FRG  | 1:46,9     |
| 3     | Jean-Pierre Dufresne | FRA  | 1:48,2     |
| 4     | Imre Nagy            | HUN  | 1:48,3     |
| 5     | Eryk Żelazny         | POL  | 1:48,5     |
| 6     | Igor Potaptschenko   | URS  | 1:49,9     |

Datum: 17. September 1967

### 1500 m
| Platz | Athlet               | Land | Zeit (min) |
| ----- | -------------------- | ---- | ---------- |
| 1     | Manfred Matuschewski | GDR  | 3:40,2     |
| 2     | Bodo Tümmler         | FRG  | 3:40,5     |
| 3     | Oleg Rayko           | URS  | 3:41,2     |
| 4     | Claude Nicolas       | FRA  | 3:42,2     |
| 5     | György Kiss          | HUN  | 3:43,0     |
| 6     | Henryk Szordykowski  | POL  | 3:44,1     |

Datum: 16. September 1967

### 5000 m
| Platz | Athlet          | Land | Zeit (min) |
| ----- | --------------- | ---- | ---------- |
| 1     | Harald Norpoth  | FRG  | 15:26,8    |
| 2     | Jürgen Haase    | GDR  | 15:27,8    |
| 3     | György Kiss     | HUN  | 15:29,2    |
| 4     | Edward Stawiarz | POL  | 15:30,0    |
| 5     | René Jourdan    | FRA  | 15:30,4    |
| 6     | Wiktor Kudinski | URS  | 15:35,2    |

Datum: 17. September 1967

### 10.000 m
| Platz | Athlet            | Land | Zeit (min) |
| ----- | ----------------- | ---- | ---------- |
| 1     | Jürgen Haase      | GDR  | 28:54,2    |
| 2     | Lajos Mecser      | HUN  | 28:55,6    |
| 3     | Anatoli Makarow   | URS  | 28:58,6    |
| 4     | Noël Tijou        | FRA  | 29:04,6    |
| 5     | Mieczysław Korzec | POL  | 29:52,0    |
| 6     | Hans Gerlach      | FRG  | 30:42,0    |

Datum: 16. September 1967

### 110 m Hürden
| Platz | Athlet               | Land | Zeit (s) |
| ----- | -------------------- | ---- | -------- |
| 1     | Wiktor Balikhin      | URS  | 14,0     |
| 2     | Adam Kolodziejczyk   | POL  | 14,2     |
| 3     | Jean-Pierre Schoebel | FRA  | 14,2     |
| 4     | Raimund Bethge       | GDR  | 14,4     |
| 5     | Béla Mélykúti        | HUN  | 14,7     |
| 6     | Hinrich John         | FRG  | 15,0     |

Datum: 16. September 1967
Wind: +0,5 m/s

### 400 m Hürden
| Platz | Athlet           | Land | Zeit (s) |
| ----- | ---------------- | ---- | -------- |
| 1     | Gerhard Hennige  | FRG  | 50,2000  |
| 2     | Wilhelm Weistand | POL  | 50,5 NR  |
| 3     | Joachim Singer   | GDR  | 50,8000  |
| 4     | Edvīns Zāģeris   | URS  | 51,0000  |
| 5     | Robert Poirier   | FRA  | 52,2000  |
| 6     | Zsolt Ringhoffer | HUN  | 52,3000  |

Datum: 17. September 1967

### 3000 m Hindernis
| Platz | Athlet            | Land | Zeit (min) |
| ----- | ----------------- | ---- | ---------- |
| 1     | Anatoli Kurjan    | URS  | 8:38,8     |
| 2     | Manfred Letzerich | FRG  | 8:39,6     |
| 3     | Guy Texereau      | FRA  | 8:41,2     |
| 4     | Dieter Hartmann   | GDR  | 8:42,0     |
| 5     | Wolfgang Luers    | POL  | 8:50,0     |
| 6     | István Joni       | HUN  | 9:02,8     |

Datum: 17. September 1967

### 4 × 100 m Staffel
| Platz | Besetzung      | Land                                                          | Zeit (s) |
| ----- | -------------- | ------------------------------------------------------------- | -------- |
| 1     | Frankreich     | Marc Berger Jocelyn Delecour Claude Piquemal Gérard Fenouil   | 39,20000 |
| 2     | BR Deutschland | Jobst Hirscht Gert Metz Hartmut Wilke Horst Assion            | 39,3 DR  |
| 3     | DDR            | Heinz Erbstößer Peter Haase Hermann Burde Harald Eggers       | 39,4 NR  |
| 4     | Sowjetunion    | Edwin Osolin Amin Tujakow Sergei Abalikin Alexander Lebedew   | 39,80000 |
| 5     | Polen          | Adam Kaczor Edward Romanowski Tadeusz Jaworski Wiesław Maniak | 40,40000 |
| DSQ   | Ungarn         | Lajos Hajdi Henrik Kalocsai Gyula Rábai László Mihályfi       |          |

Datum: 16. September 1967

### 4 × 400 m Staffel
| Platz | Besetzung      | Land                                                                    | Zeit (min) |
| ----- | -------------- | ----------------------------------------------------------------------- | ---------- |
| 1     | Polen          | Stanisław Grędziński Edmund Borowski Jan Werner Andrzej Badeński        | 3:04,4     |
| 2     | BR Deutschland | Helmar Müller Ingo Röper Jens Ulbricht Friedrich Roderfeld              | 3:04,5     |
| 3     | DDR            | Wolfgang Müller Michael Zerbes Günter Klann Wilfried Weiland            | 3:05,8     |
| 4     | Frankreich     | Christian Nicolau Michel Samper Jean-Pierre Dufresne Jean-Claude Nallet | 3:06,1     |
| 5     | Sowjetunion    | Igor Klopow Boris Sawtschuk Alexander Iwanow Alexander Brattschikow     | 3:06,2     |
| 6     | Ungarn         | István Bátori István Gyulai Imre Nemesházi László Mihályfi              | 3:08,2     |

Datum: 17. September 1967

### Hochsprung
| Platz | Athlet                | Land | Höhe (m) |
| ----- | --------------------- | ---- | -------- |
| 1     | Walentin Gawrilow     | URS  | 2,09     |
| 2     | Wolfgang Schillkowski | FRG  | 2,07     |
| 3     | Sándor Noszály        | HUN  | 2,07     |
| 4     | Henry Elliott         | FRA  | 2,05     |
| 5     | Edward Czernik        | POL  | 2,05     |
| 6     | Rudi Köppen           | GDR  | 2,05     |

Datum: 16. September 1967

### Stabhochsprung
| Platz | Athlet            | Land | Höhe (m) |
| ----- | ----------------- | ---- | -------- |
| 1     | Wolfgang Nordwig  | GDR  | 5,10     |
| 2     | Gennadi Blisnezow | URS  | 5,05     |
| 3     | Klaus Lehnertz    | FRG  | 4,90     |
| 4     | Waldemar Węcek    | POL  | 4,70     |
| 5     | Ágoston Schulek   | HUN  | 4,60     |
| 6     | Hervé d’Encausse  | FRA  | 4,60     |

Datum: 17. September 1967

### Weitsprung
| Platz | Athlet              | Land | Weite (m) | Versuchsserie (m) | Versuchsserie (m) | Versuchsserie (m) | Versuchsserie (m) | Versuchsserie (m) | Versuchsserie (m) |
| Platz | Athlet              | Land | Weite (m) | 1. Versuch        | 2. Versuch        | 3. Versuch        | 4. Versuch        | 5. Versuch        | 6. Versuch        |
| 1     | Igor Ter-Owanessjan | URS  | 8,14 w    | 7,66              | 7,7500            | 8,0200            | 7,79              | 8,03              | 8,14 w            |
| 2     | Andrzej Stalmach    | POL  | 7,88 w    | x                 | 7,88 w            | x                 | 7,74              | 7,57              | 7,8100            |
| 3     | Josef Schwarz       | FRG  | 7,85 w    | 7,45              | x                 | 7,85 w            | 7,37              | 7,74              | 5,3500            |
| 4     | Klaus Beer          | GDR  | 7,4500    | 7,38              | 7,4500            | 7,0700            | x                 | x                 | 7,0200            |
| 5     | Béla Margitics      | HUN  | 7,4400    | 7,43              | x                 | x                 | x                 | 7,44              | 7,3700            |
| 6     | Jack Pani           | FRA  | 7,3800    | 7,32              | x                 | 7,2900            | 7,22              | 7,33              | 7,3800            |

Datum: 16. September 1967

### Dreisprung
| Platz | Athlet               | Land | Weite (m) | Versuchsserie (m) | Versuchsserie (m) | Versuchsserie (m) | Versuchsserie (m) | Versuchsserie (m) | Versuchsserie (m) |
| Platz | Athlet               | Land | Weite (m) | 1. Versuch        | 2. Versuch        | 3. Versuch        | 4. Versuch        | 5. Versuch        | 6. Versuch        |
| 1     | Wiktor Sanejew       | URS  | 16,67     | 16,11             | 16,67             | 16,30             | 16,18             | 16,23             | 16,25             |
| 2     | Hans-Jürgen Rückborn | GDR  | 16,43     | x                 | x                 | x                 | 16,11             | 15,96             | 16,43             |
| 3     | Józef Szmidt         | POL  | 16,29     | 16,10             | 16,29             | x                 | 16,26             | x                 | x                 |
| 4     | Henrik Kalocsai      | HUN  | 16,09     | 12,91             | 16,09             | 16,07             | 13,91             | 15,93             | 15,90             |
| 5     | Michael Sauer        | FRG  | 16,02     | 15,59             | 15,82             | 16,02             | 15,56             | x                 | x                 |
| 6     | Christian Kaddour    | FRA  | 14,45     | 14,45             | r                 |                   |                   |                   |                   |

Datum: 17. September 1967

### Kugelstoßen
| Platz | Athlet               | Land | Weite (m) | Versuchsserie (m) | Versuchsserie (m) | Versuchsserie (m) | Versuchsserie (m) | Versuchsserie (m) | Versuchsserie (m) |
| Platz | Athlet               | Land | Weite (m) | 1. Versuch        | 2. Versuch        | 3. Versuch        | 4. Versuch        | 5. Versuch        | 6. Versuch        |
| 1     | Vilmos Varjú         | HUN  | 19,25     | 19,25             | r                 |                   |                   |                   |                   |
| 2     | Heinfried Birlenbach | FRG  | 19,20     | 19,25             | 19,00             | 18,82             | 18,54             | 18,24             | 18,41             |
| 3     | Dieter Prollius      | GDR  | 18,82     | 16,80             | 17,50             | 18,70             | x                 | 18,06             | 18,82             |
| 4     | Pierre Colnard       | FRA  | 18,56     | 18,56             | 18,52             | 18,00             | x                 | 18,00             | x                 |
| 5     | Władysław Komar      | POL  | 18,54     | 18,54             | x                 | x                 | 18,36             | 18,25             | 18,40             |
| 6     | Eduard Guschtschin   | URS  | 17,85     | 17,80             | 17,46             | x                 | 17,64             | 17,32             | 17,85             |

Datum: 16. September 1967

### Diskuswurf
| Platz | Athlet            | Land | Weite (m) | Versuchsserie (m) | Versuchsserie (m) | Versuchsserie (m) | Versuchsserie (m) | Versuchsserie (m) | Versuchsserie (m) |
| Platz | Athlet            | Land | Weite (m) | 1. Versuch        | 2. Versuch        | 3. Versuch        | 4. Versuch        | 5. Versuch        | 6. Versuch        |
| 1     | Edmund Piątkowski | POL  | 59,10     | x                 | 55,30             | 56,78             | 59,10             | 58,80             | x                 |
| 2     | Detlef Thorith    | GDR  | 57,86     | 55,80             | x                 | 57,12             | 57,86             | x                 | x                 |
| 3     | Witautas Jaras    | URS  | 56,60     | x                 | 52,98             | x                 | 56,60             | x                 | x                 |
| 4     | Hein-Direck Neu   | FRG  | 56,20     | 52,70             | 54,70             | 54,22             | 55,00             | 55,38             | 56,20             |
| 5     | Géza Fejér        | HUN  | 54,94     | 54,86             | x                 | 54,94             | x                 | 54,34             | 53,90             |
| 6     | Pierre Alard      | FRA  | 50,40     | 48,44             | 48,40             | 49,26             | 50,12             | 50,40             | 49,00             |

Datum: 17. September 1967

### Hammerwurf
| Platz | Athlet             | Land | Weite (m) | Versuchsserie (m) | Versuchsserie (m) | Versuchsserie (m) | Versuchsserie (m) | Versuchsserie (m) | Versuchsserie (m) |
| Platz | Athlet             | Land | Weite (m) | 1. Versuch        | 2. Versuch        | 3. Versuch        | 4. Versuch        | 5. Versuch        | 6. Versuch        |
| 1     | Ramuald Klim       | URS  | 70,58     | 66,76             | 70,58             | x                 | 69,84             | 57,94             | 68,80             |
| 2     | Gyula Zsivótzky    | HUN  | 67,28     | 66,06             | x                 | x                 | 66,52             | 67,56             | 67,28             |
| 3     | Uwe Beyer          | FRG  | 66,80     | 64,26             | 65,78             | 65,10             | 66,34             | 65,76             | 66,80             |
| 4     | Zdzisław Smoliński | POL  | 64,72     | 63,58             | 64,72             | 62,02             | 61,34             | x                 | 62,06             |
| 5     | Manfred Losch      | GDR  | 61,82     | x                 | 59,82             | 58,66             | 61,82             | 59,90             | 61,40             |
| 6     | Gurard Chadefaux   | FRA  | 60,20     | 56,46             | 57,72             | 57,06             | 59,00             | 57,98             | 60,20             |

Datum: 16. September 1967

### Speerwurf
| Platz | Athlet                 | Land | Weite (m) | Versuchsserie (m) | Versuchsserie (m) | Versuchsserie (m) | Versuchsserie (m) | Versuchsserie (m) | Versuchsserie (m) |
| Platz | Athlet                 | Land | Weite (m) | 1. Versuch        | 2. Versuch        | 3. Versuch        | 4. Versuch        | 5. Versuch        | 6. Versuch        |
| 1     | Jānis Lūsis            | URS  | 85,38     | 84,46             | 85,38             | 80,90             | x                 | 78,96             | 84,30             |
| 2     | Manfred Stolle         | GDR  | 81,14     | 81,14             | x                 | 73,96             | x                 | 72,72             | 77,32             |
| 3     | Gergely Kulcsár        | HUN  | 79,46     | 78,30             | 78,00             | 79,46             | 76,68             | x                 | 77,38             |
| 4     | Władysław Nikiciuk     | POL  | 79,40     | 73,30             | 74,44             | 77,46             | x                 | 78,14             | 79,40             |
| 5     | Hermann Salomon        | FRG  | 77,56     | 75,10             | 75,18             | 77,56             | 74,82             | 75,32             | 74,26             |
| 6     | Jean-Claude Gapaillard | FRA  | 69,82     | 65,84             | 68,96             | 64,32             | x                 | 69,82             | 69,52             |

Datum: 17. September 1967

## Resultate Frauen

### 100 m
| Platz | Athletin           | Land | Zeit (s) |
| ----- | ------------------ | ---- | -------- |
| 1     | Irena Kirszenstein | POL  | 11,3     |
| 2     | Renate Heldt       | GDR  | 11,5     |
| 3     | Margit Nemesházi   | HUN  | 11,6     |
| 4     | Wera Popkowa       | URS  | 11,7     |
| 5     | Anita Neil         | GBR  | 11,8     |
| 6     | Karin Frisch       | FRG  | 11,8     |

Datum: 15. September 1965
Wind: +0,5 m/s

### 200 m
| Platz | Athletin           | Land | Zeit (s) |
| ----- | ------------------ | ---- | -------- |
| 1     | Irena Kirszenstein | POL  | 23,0000  |
| 2     | Annamária Tóth     | HUN  | 23,4 NR  |
| 3     | Wera Popkowa       | URS  | 23,4000  |
| 4     | Hannelore Trabert  | FRG  | 23,8000  |
| 5     | Maureen Tranter    | GBR  | 23,8000  |
| 6     | Christina Heinich  | GDR  | 24,2000  |

Datum: 15. September 1965
Wind: +0,3 m/s

### 400 m
| Platz | Athletin              | Land | Zeit (s) |
| ----- | --------------------- | ---- | -------- |
| 1     | Lillian Board         | GBR  | 53,7     |
| 2     | Antónia Munkácsi      | HUN  | 54,1     |
| 3     | Ljudmila Samotjossowa | URS  | 54,3     |
| 4     | Czesława Nowak        | POL  | 54,8     |
| 5     | Helga Henning         | FRG  | 55,0     |
| 6     | Ingrid Zander         | GDR  | 56,2     |

Datum: 15. September 1965

### 800 m
| Platz | Athletin                | Land | Zeit (min) |
| ----- | ----------------------- | ---- | ---------- |
| 1     | Laine Erik              | URS  | 2:06,8     |
| 2     | Danuta Sobieska         | POL  | 2:07,0     |
| 3     | Anita Rottmüller-Wörner | FRG  | 2:07,2     |
| 4     | Regine Kleinau          | GDR  | 2:07,5     |
| 5     | Pam Piercy              | GBR  | 2:07,8     |
| 6     | Zsuzsa Szabó            | HUN  | 2:09,1     |

Datum: 15. September 1965

### 80 m Hürden
| Platz | Athletin          | Land | Zeit (s) |
| ----- | ----------------- | ---- | -------- |
| 1     | Karin Balzer      | GDR  | 10,8     |
| 2     | Pat Jones         | GBR  | 10,9     |
| 3     | Inge Schell       | FRG  | 11,0     |
| 4     | Ludmilla Ijewlewa | URS  | 11,0     |
| 5     | Teresa Sukniewicz | POL  | 11,1     |
| 6     | Annamária Tóth    | HUN  | 11,2     |

Datum: 15. September 1965
Wind: +0,8 m/s

### 4 × 100 m Staffel
| Platz | Besetzung      | Land                                                                  | Zeit (s) |
| ----- | -------------- | --------------------------------------------------------------------- | -------- |
| 1     | Sowjetunion    | Galina Bucharina Lilijana Tkachenko Wera Popkowa Ludmilla Samotessowa | 45,0     |
| 2     | Großbritannien | Anita Neil Maureen Tranter Jennifer Pawsey Della James                | 45,3     |
| 3     | DDR            | Ingrid Tiedtke Angela Vogel Christina Heinich Renate Heldt            | 45,3     |
| 4     | Ungarn         | Margit Nemesházi Györgyi Balogh Eta Kispal Annamária Tóth             | 45,3     |
| 5     | BR Deutschland | Erika Pollmann Hannelore Trabert Karin Frisch Jutta Stöck             | 45,6     |
| 6     | Polen          | Teresa Sukniewicz Urszula Styranka Lucyna Koczwara Irena Kirszenstein | 46,2     |

Datum: 15. September 1965

### Hochsprung
| Platz | Athletin           | Land | Höhe (m) |
| ----- | ------------------ | ---- | -------- |
| 1     | Antonina Okorokowa | URS  | 1,79     |
| 2     | Rita Schmidt       | GDR  | 1,70     |
| 3     | Dorothy Shirley    | GBR  | 1,67     |
| 4     | Hannelore Görtz    | FRG  | 1,67     |
| 5     | Maria Zielińska    | POL  | 1,64     |
| 6     | Anna Noszály       | HUN  | 1,61     |

Datum: 15. September 1965

### Weitsprung
| Platz | Athletin           | Land | Weite (m) | Versuchsserie (m)            | Versuchsserie (m)            | Versuchsserie (m)            | Versuchsserie (m)            | Versuchsserie (m)            | Versuchsserie (m)            |
| Platz | Athletin           | Land | Weite (m) | 1. Versuch                   | 2. Versuch                   | 3. Versuch                   | 4. Versuch                   | 5. Versuch                   | 6. Versuch                   |
| 1     | Ingrid Becker      | FRG  | 6,63      | 4,91                         | 6,33                         | 6,44                         | x                            | 6,63                         | x                            |
| 2     | Tatjana Talyschewa | URS  | 6,49      | 6,34                         | 6,19                         | 6,19                         | 6,24                         | 6,49                         | 6,39                         |
| 3     | Mary Rand          | GBR  | 6,26      | x                            | 6,26                         | 6,18                         | 6,15                         | x                            | x                            |
| 4     | Bärbel Löhnert     | GDR  | 6,22      | 6,18                         | 6,22                         | 4,81                         | 6,19                         | 6,18                         | 6,11                         |
| 5     | Eta Kispal         | HUN  | 6,10      | Versuchsserien nicht bekannt | Versuchsserien nicht bekannt | Versuchsserien nicht bekannt | Versuchsserien nicht bekannt | Versuchsserien nicht bekannt | Versuchsserien nicht bekannt |
| 6     | Lucyna Koczwara    | NED  | 5,37      | Versuchsserien nicht bekannt | Versuchsserien nicht bekannt | Versuchsserien nicht bekannt | Versuchsserien nicht bekannt | Versuchsserien nicht bekannt | Versuchsserien nicht bekannt |

Datum: 15. September 1965

### Kugelstoßen
| Platz | Athletin              | Land | Weite (m) | Versuchsserie (m)            | Versuchsserie (m)            | Versuchsserie (m)            | Versuchsserie (m)            | Versuchsserie (m)            | Versuchsserie (m)            |
| Platz | Athletin              | Land | Weite (m) | 1. Versuch                   | 2. Versuch                   | 3. Versuch                   | 4. Versuch                   | 5. Versuch                   | 6. Versuch                   |
| 1     | Nadeschda Tschischowa | URS  | 18,24     | 18,24                        | 17,79                        | 17,71                        | 18,21                        | x                            | 17,73                        |
| 2     | Margitta Gummel       | GDR  | 17,66     | x                            | 17,66                        | x                            | 17,55                        | 16,81                        | 16,81                        |
| 3     | Judit Bognár          | HUN  | 16,58     | Versuchsserien nicht bekannt | Versuchsserien nicht bekannt | Versuchsserien nicht bekannt | Versuchsserien nicht bekannt | Versuchsserien nicht bekannt | Versuchsserien nicht bekannt |
| 4     | Marlene Fuchs         | FRG  | 15,84     | Versuchsserien nicht bekannt | Versuchsserien nicht bekannt | Versuchsserien nicht bekannt | Versuchsserien nicht bekannt | Versuchsserien nicht bekannt | Versuchsserien nicht bekannt |
| 5     | Brenda Bedford        | GBR  | 14,82     | Versuchsserien nicht bekannt | Versuchsserien nicht bekannt | Versuchsserien nicht bekannt | Versuchsserien nicht bekannt | Versuchsserien nicht bekannt | Versuchsserien nicht bekannt |
| 6     | Eugenia Ciarkowska    | POL  | 14,09     | Versuchsserien nicht bekannt | Versuchsserien nicht bekannt | Versuchsserien nicht bekannt | Versuchsserien nicht bekannt | Versuchsserien nicht bekannt | Versuchsserien nicht bekannt |

Datum: 15. September 1965

### Diskuswurf
| Platz | Athletin           | Land | Weite (m) | Versuchsserie (m)            | Versuchsserie (m)            | Versuchsserie (m)            | Versuchsserie (m)            | Versuchsserie (m)            | Versuchsserie (m)            |
| Platz | Athletin           | Land | Weite (m) | 1. Versuch                   | 2. Versuch                   | 3. Versuch                   | 4. Versuch                   | 5. Versuch                   | 6. Versuch                   |
| 1     | Karin Illgen       | GDR  | 58,26     | x                            | 54,96                        | 56,56                        | 58,26                        | 51,38                        | 51,20                        |
| 2     | Ljudmila Murawjowa | URS  | 56,70     | 53,70                        | 56,70                        | 54,52                        | 54,22                        | x                            | 55,76                        |
| 3     | Jolán Kleiber      | HUN  | 55,72     | 55,72                        | 53,18                        | 54,10                        | x                            | 53,44                        | x                            |
| 4     | Liesel Westermann  | FRG  | 53,78     | 53,78                        | x                            | x                            | x                            | x                            | 52,42                        |
| 5     | Jadwija Wojtczak   | POL  | 50,38     | Versuchsserien nicht bekannt | Versuchsserien nicht bekannt | Versuchsserien nicht bekannt | Versuchsserien nicht bekannt | Versuchsserien nicht bekannt | Versuchsserien nicht bekannt |
| 6     | Rosemary Payne     | GBR  | 48,85     | Versuchsserien nicht bekannt | Versuchsserien nicht bekannt | Versuchsserien nicht bekannt | Versuchsserien nicht bekannt | Versuchsserien nicht bekannt | Versuchsserien nicht bekannt |

Datum: 15. September 1965

### Speerwurf
| Platz | Athletin            | Land | Weite (m) |
| ----- | ------------------- | ---- | --------- |
| 1     | Daniela Jaworska    | POL  | 56,88     |
| 2     | Ameli Koloska       | FRG  | 54,22     |
| 3     | Ruth Fuchs          | GDR  | 53,18     |
| 4     | Jelena Gortschakowa | URS  | 52,78     |
| 5     | Angéla Németh       | HUN  | 48,80     |
| 6     | Sue Platt           | GBR  | 47,00     |

Datum: 15. September 1965